# Вандејлија (Охајо)
Вандејлија (енгл. Vandalia) град је у америчкој савезној држави Охајо.

## Демографија
По попису из 2010. године број становника је 15.246, што је 643 (4,4%) становника више него 2000. године.
| Група             | 2000.          | 2010.          |
| Белци             | 13.942 (95,5%) | 13.815 (90,6%) |
| Афроамериканци    | 187 (1,3%)     | 631 (4,1%)     |
| Азијати           | 179 (1,2%)     | 219 (1,4%)     |
| Хиспаноамериканци | 130 (0,9%)     | 246 (1,6%)     |
| Укупно            | 14.603         | 15.246         |